# داریو دنتاله
داریو دنتاله (انگلیسی: Dario Dentale؛ زادهٔ ۲۶ اکتبر ۱۹۸۲) قایقران روئینگ اهل ایتالیا است.